# Schloss Riekofen

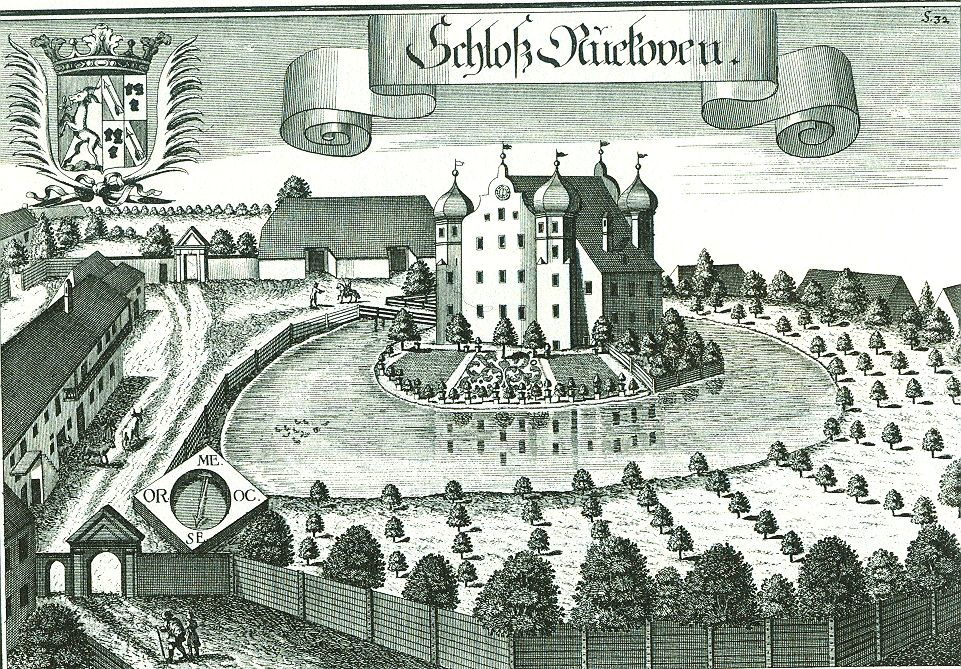
Schloss Riekofen nach einem Stich von Michael Wening von 1721

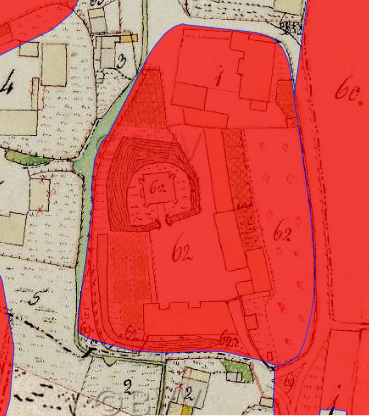
Lageplan von Schloss Riekofen auf dem Urkataster von Bayern

Das abgegangene Schloss Riekofen  (auch Rieghofen oder Rueckoven genannt) lag in der gleichnamigen Gemeinde Riekofen im oberpfälzischen Landkreis Regensburg von Bayern (Schlossweg 7). Die Anlage wird als Bodendenkmal unter der Aktennummer D-3-7040-0264 im Bayernatlas als „archäologische Befunde des abgegangenen frühneuzeitlichen Schlosses von Riekofen, zuvor mittelalterliche Burg“ geführt. 

## Geschichte
Die Geschichte Riekofens reicht bis in das Frühmittelalter zurück. 878 stimmt König Karlmann einem Gütertausch zwischen dem Regensburger Abtbischof Ambricho, dem Abt Hitto vom Kloster Mondsee und dem Kloster Sankt Emmeram zu, bei dem der Abt Hitto St. Emmeram verschiedene Güter überließ und dafür andere Güter, unter anderem auch Rodratinchova, mit denen er bisher belehnt war, auf Lebenszeit als Eigengut erhielt. Um 890 tauscht das Kloster Äcker am Rand von Rodratinchoua mit dem Adeligen Hiltipero. Riekofen scheint auch in dem ältesten Herzogsurbar von 1230 als ein abgabepflichtiger Hof auf (curiam nostram in Rüchoven). 1294 verkauft Herzog Otto  III. dieses Gut an das Regensburger Katharinenspital.
Im 14. Jahrhundert sind hier  die Herren von Riekofen nachweisbar. Ein Härtwig von Ruebchoven wird zwischen 1317 und 1331 mehrmals urkundlich erwähnt. 1347 wird ein Haertwag von Rüchouen als Pfarrer zu Hainsacker genannt. Diese Riekofener sind Abkömmlinge der Familie der Weichser (in einer Urkunde des Klosters Hl. Kreuz wird nach dem Härtwig ein Heinrich der Weichsär sein Bruder genannt). Ein Jacob der Weychsär von Rüchofen verkauft 1372 einen Grund bei Riekofen an das Regensburger Spital St. Josef. Um diese Zeit  ist die Familie Hiltprant in Riekofen bestimmend geworden. Ein Hans der Hylprand von Rueechofen tritt zwischen 1369 und 1392 mehrmals als Siegler von Klosterurkunden auf. Hans der Hyltprant tritt 1372 als Richter zu Riekofen auf. Noch im frühen 15. Jahrhundert ist ein Fridrich der Hiltprant zu Rüchofen nachweisbar.
Bisweilen wird auch Lentinchova mit Riekofen gleichgesetzt. Ein Lentinchova ist noch bis zum 14. Jahrhundert als Lenchoven fassbar, erst dann geht es in Riekofen auf. Vermutlich lag dieses Anwesen bei der Pfarrkirche von Riekofen im ehemaligen Lenchoven. 1199 wird ein Leutpriester Wernhardi plebani de Lentinchoven und 1229 in Ecclesiam in Lentinchoven erwähnt. Lentkofen kommt im Frühmittelalter eine besondere Bedeutung als Mittelpunkt eines Königsgutbezirkes zu und war offenbar der Königshof; hier in Lentinchouon hat König Arnulf 892 eine Urkunde ausgestellt. Dies wird meist unter der Lokalisierung Riekofen zitiert, ohne diese ursprüngliche Differenzierung zu beachten.

Gemeindewappen von Riekofen nach dem Wappen der Limpöcks

Der Burgbau zu Riekofen wird am Anfang des 13. Jahrhunderts  vermutet. 1443 sei der Sitz durch Herzog Albrecht abgebrannt worden und entsprechende Forderungen des Hanns Hiltprant der Riekofer haben eine Bestätigung durch Kaiser Sigismund erfahren. Ab 1495 sollen die Leiblfinger und dann ab 1559 die Lerchenfelder Inhaber der Hofmark gewesen sein. Noch für 1612 ist nur ein Burgstall zu Riekofen nachgewiesen. 1635 haben die Herren von Limpöck die Hofmark Riekofen erworben und wurden mit der niederen Gerichtsbarkeit durch das Hochstift Regensburg belehnt. Wolfgang von Limpöck hat das Schloss und die Hofgebäude wieder aufgebaut, die durch den Dreißigjährigen Krieg verwüstet worden waren. Die früheren Befestigungsanlagen scheinen nicht mehr hergestellt worden zu sein. Das Gemeindewappen von Riekofen geht auf die Limpöcks zurück. 1836 hat ein Freiherr von Reichlin-Meldegg zu Regensburg Riekofen erworben. Nach anfänglichen Versuchen, das Schloss zu renovieren, wurde es aber 1870 abgetragen. Der zugehörige Grund wurde verstückelt und parzellenweise verkauft, sodass bald nichts mehr von der Anlage zu sehen war.
1803 wird Riekofen dem Landgericht Stadtamthof und zugleich dem Landrentamt Stadtamhof zugeordnet. Hier befand sich ein Patrimonialgericht II. Klasse, das dem Freiherrn von Limpöck gehörte. Nach der Umorganisation der Landgerichte von 1857 kommt Riekofen zum Landgericht Regensburg bzw. vom Landrentamt Stadtamhof zum Landrentamt Regensburg.

## Schloss Riekofen einst und jetzt
Von der ehemaligen Niederungsburg und dem späteren Schloss ist noch ein Burgstall im südöstlichen Ortsbereich auszumachen, der heute aber weitgehend eingeebnet bzw. mit einem Neubau überbaut wurde. In einer Flurkarte von 1817 war das mit einem Wassergraben umgebene Anwesen noch erkennbar. Auf dem Stich von Michael Wening von 1721 ist hier ein zwei- bis dreigeschossiges Gebäude mit Zwiebeltürmen an den Ecken zu sehen. Auf der Insel ist so viel Platz, dass auch ein gepflegter Barockgarten angelegt werden konnte. Die Anlage ist von einem Wassergraben umschlossen, über den eine einfache Brücke führt. Im Süden und Westen deutet sich eine verflachte Wallanlage an.  In der Beschreibung durch Wening ist auch von einer Schlosskapelle, die dem hl. Nikolaus und der hl. Katharina geweiht war, die Rede. Diese war im Schlossgebäude untergebracht. Außerhalb stehen mehrere Wirtschaftsgebäude, wobei diese durch eine Mauer mit mehreren spitzgiebeligen Durchgängen umgeben und auch geschützt ist.